# وستفولد اوگ تلمارک
وستفولد اوگ تلمارک (به لاتین: Vestfold og Telemark) یک منطقهٔ مسکونی در نروژ است که در نروژ واقع شده‌است. وستفولد اوگ تلمارک ۱۷٬۴۶۵٫۹۲ کیلومتر مربع مساحت و ۴۱۵٬۷۷۷ نفر جمعیت دارد.